# Orsanmichele
Orsanmichele (izgovarja [orsammiˈkɛːle]; Kuhinjski vrt svetega Mihaela, iz toskanskega italijanske besede orto) je cerkev v italijanskem mestu Firence. Stavba je bila zgrajena na mestu kuhinjskega vrta samostana San Michele, ki ne obstaja več.
Cerkev, ki stoji ob Via Calzaiuoli v Firencah, je bila prvotno zgrajena kot tržnica žita  leta 1337, delo mojstrov: Francesco Talenti, Neri di Fioravante in Benci di Cione. Med letoma 1380 in 1404 so jo spremenili v cerkev, ki je bila uporabljena kot kapela mogočnih obrtnih in trgovskih cehov Firenc. V pritličju kvadratne zgradbe so loki iz 13. stoletja, ki so prvotno tvorili ložo žitne tržnice. Drugo nadstropje je bilo namenjeno pisarnam, tretje pa je bilo eno od mestnih občinskih skladišč za žito, za primer lakote ali obleganja. Pozno v 14. stoletju so cehi mesto zadolžili, da so naročili kipe svojih zavetnikov za polepšanje fasad cerkve. Današnje skulpture so kopije, izvirniki so bili odstranjeni v muzeje. 

## Notranjost
Znotraj cerkve je gotski tabernakelj (1355–59) Andrea Orcagna, ki vsebuje prebarvano starejšo ikono Marije in otroka Bernarda Daddija. 

## Zunanjost
Na fasadah je bilo 14 arhitekturno zasnovanih zunanjih niš, ki so bile zapolnjene od leta 1399 do okoli 1430. Trije najbogatejši cehi so se odločili za svoje figure iz precej dražjega brona, kar je stalo približno desetkrat več kot kamnite figure.

## Sodobnost
Kip Orsanmichele je relikvija goreče vdanosti in ponosa florentinskih obrtnikov in opomnik, da velika umetnost pogosto izhaja iz konkurenčnega ozračja. Vsak ceh je upal, da bo pri naročanju originalne, inovativne skulpture za javno razstavo na najpomembnejši ulici v Firencah prehitel drugega, najeti umetniki in uporabljeni materiali (zlasti bron) pa kažejo na pomen, ki je bil postavljen na tem mestu.
Danes so bili vsi originalni kipi odstranjeni in nadomeščeni s sodobnimi dvojniki, ki jih ščitijo pred elementi in vandalizmom. [19] Izvirniki so predvsem v muzeju Orsanmichele, ki zaseda zgornje nadstropje cerkve in jih je mogoče videti vsak ponedeljek, edini dan, ko je muzej odprt. Dve deli Donatella sta v drugih florentinskih muzejih: Sveti Jurij in njegova niša sta v Bargellu, Sveti Ludvik izToulousa pa v muzeju bazilike di Santa Croce.